# Seibu Railway

Mapa da rede.

A Seibu Railway (西武鉄道株式会社, Seibu Tetsudō Kabushiki-gaisha) é um conglomerado baseado em Tokorozawa, Japão, com as principais áreas de negócio em ferrovias, turismo e imobiliária. As operações da Seibu Railway são concentradas no noroeste de Tóquio e na prefeitura de Saitama; o nome "Seibu" é uma abreviação de "Musashi oeste", referindo-se ao nome histórico dessa área. Sua companhia controladora mantém ações de numerosas operações de ônibus, hotel e turismo em todo o país.

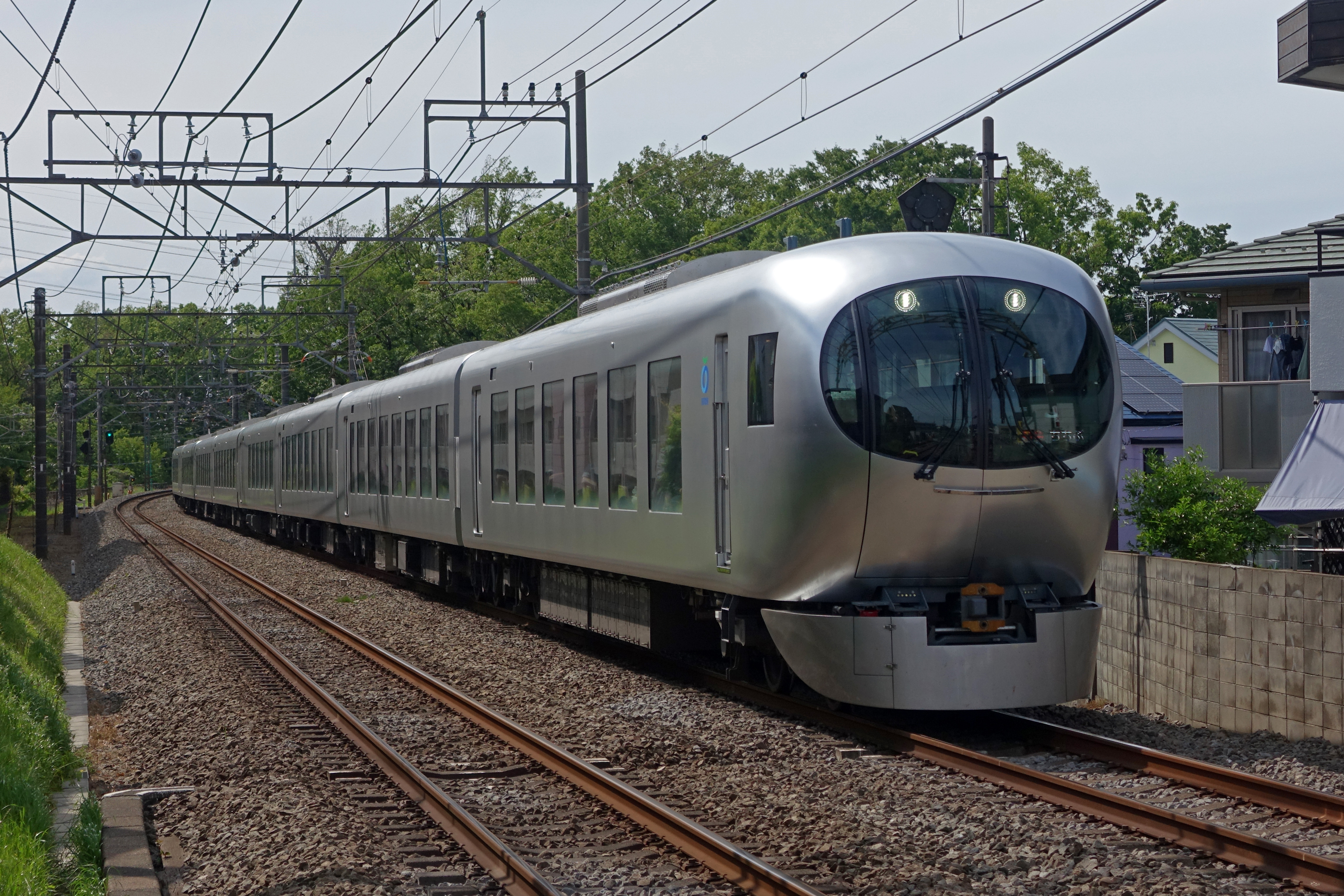
Seibu série 001 "Laview"
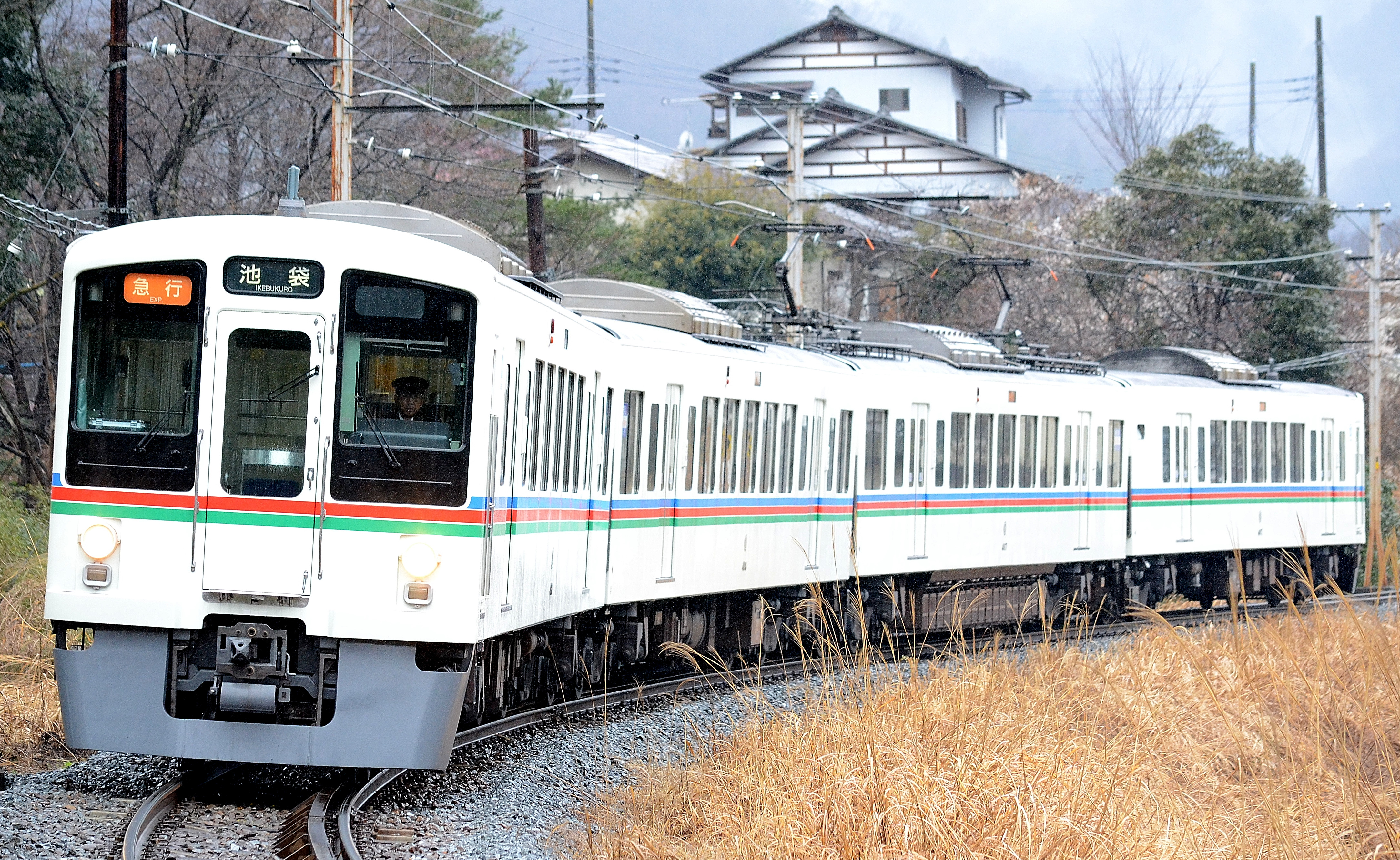
Seibu série 4000
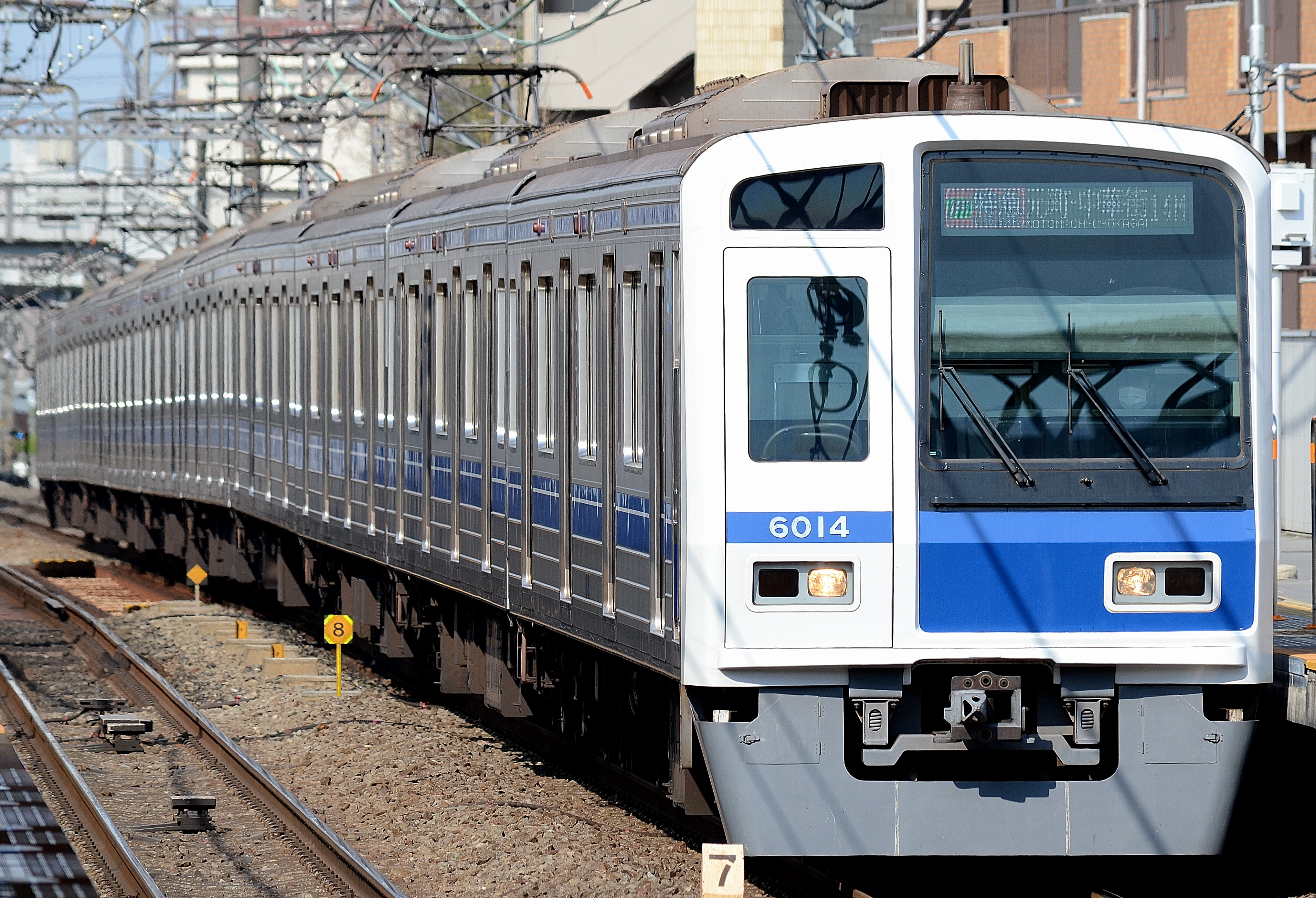
Seibu série 6000
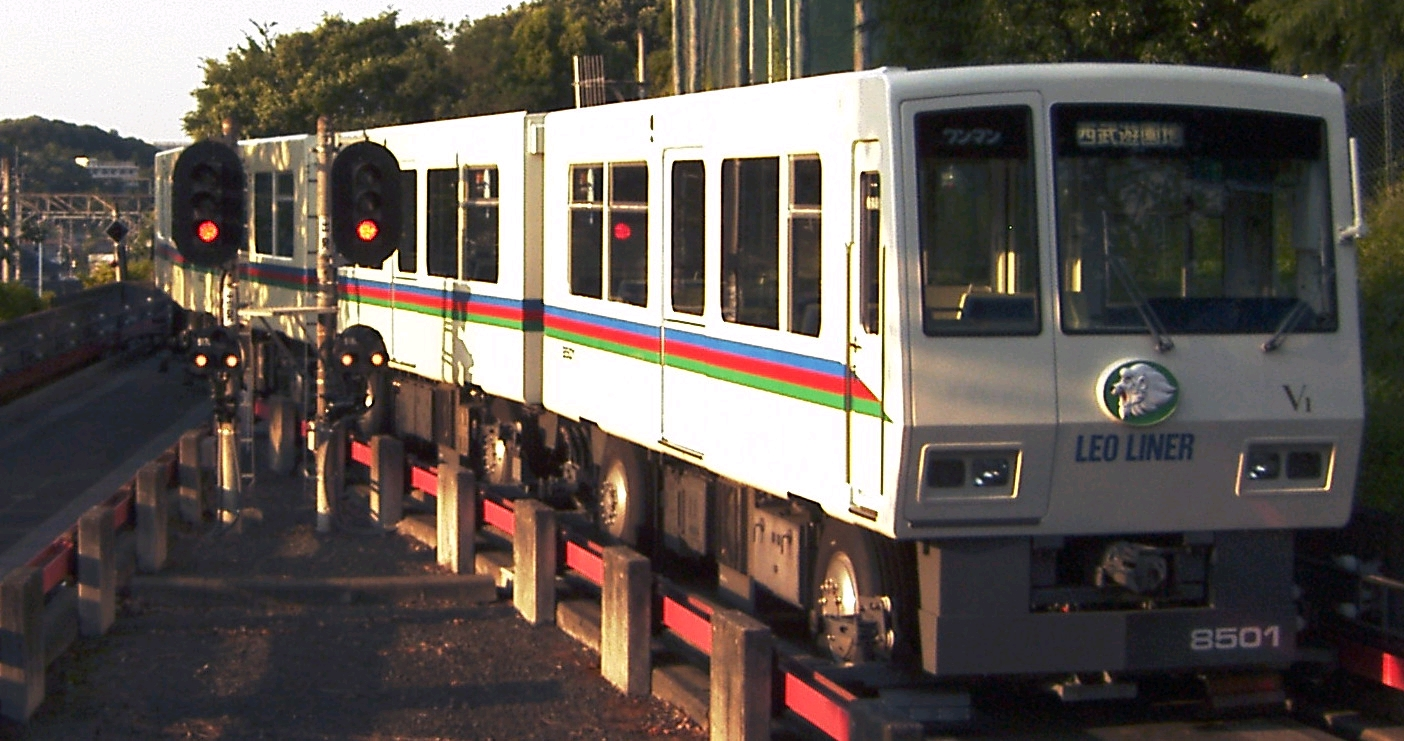
Seibu série 8500
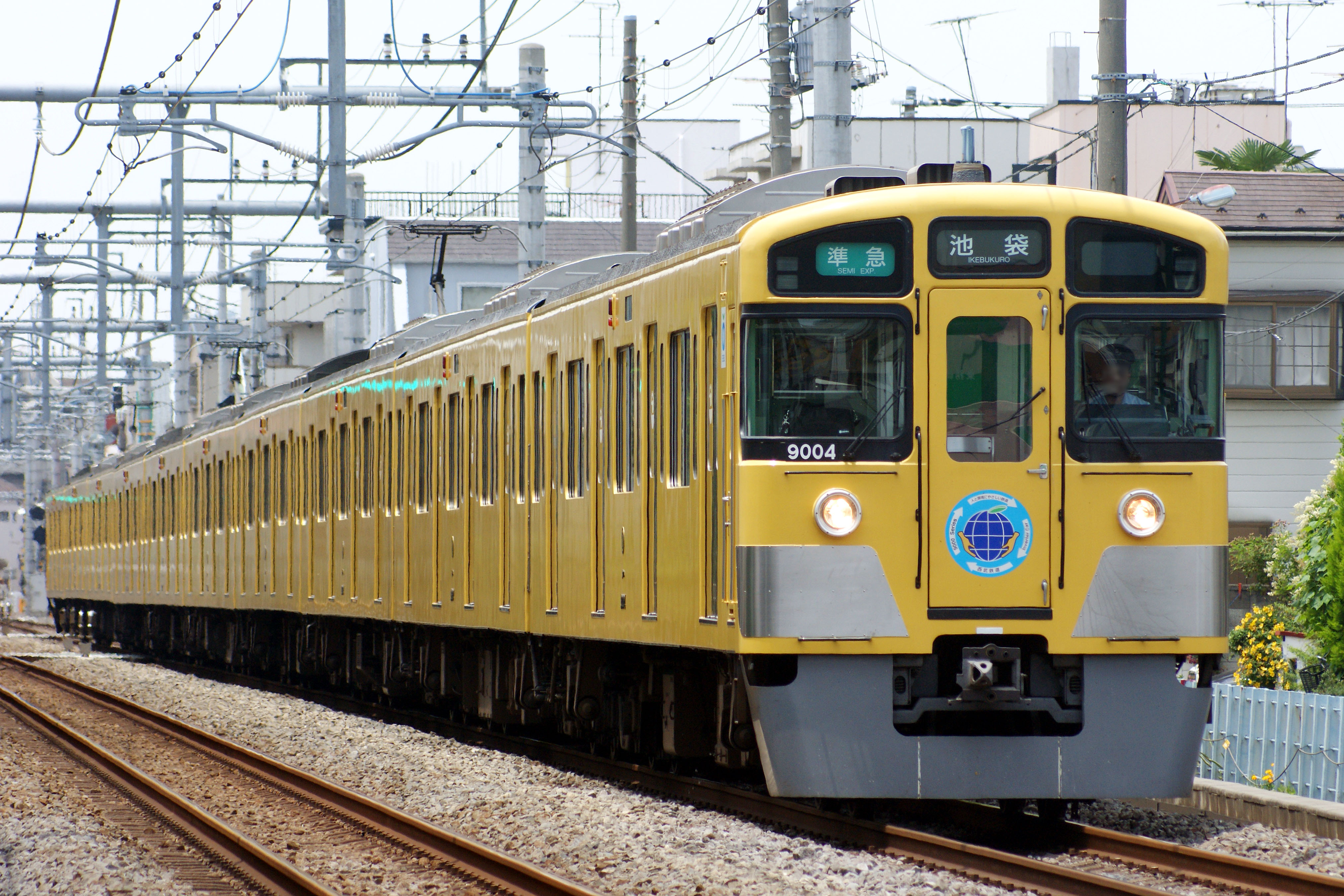
Seibu série 9000
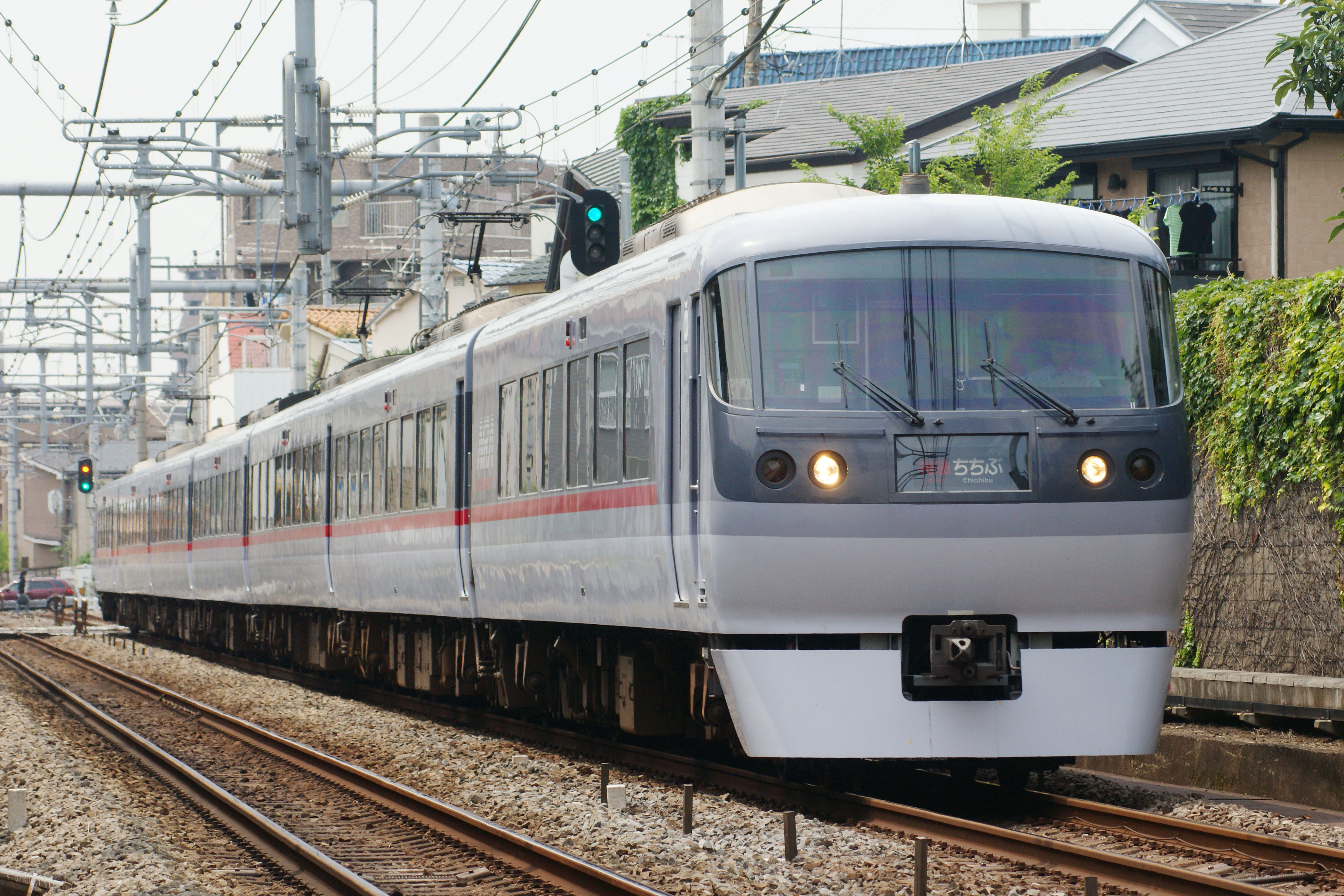
Seibu série 10000 "New Red Arrow"
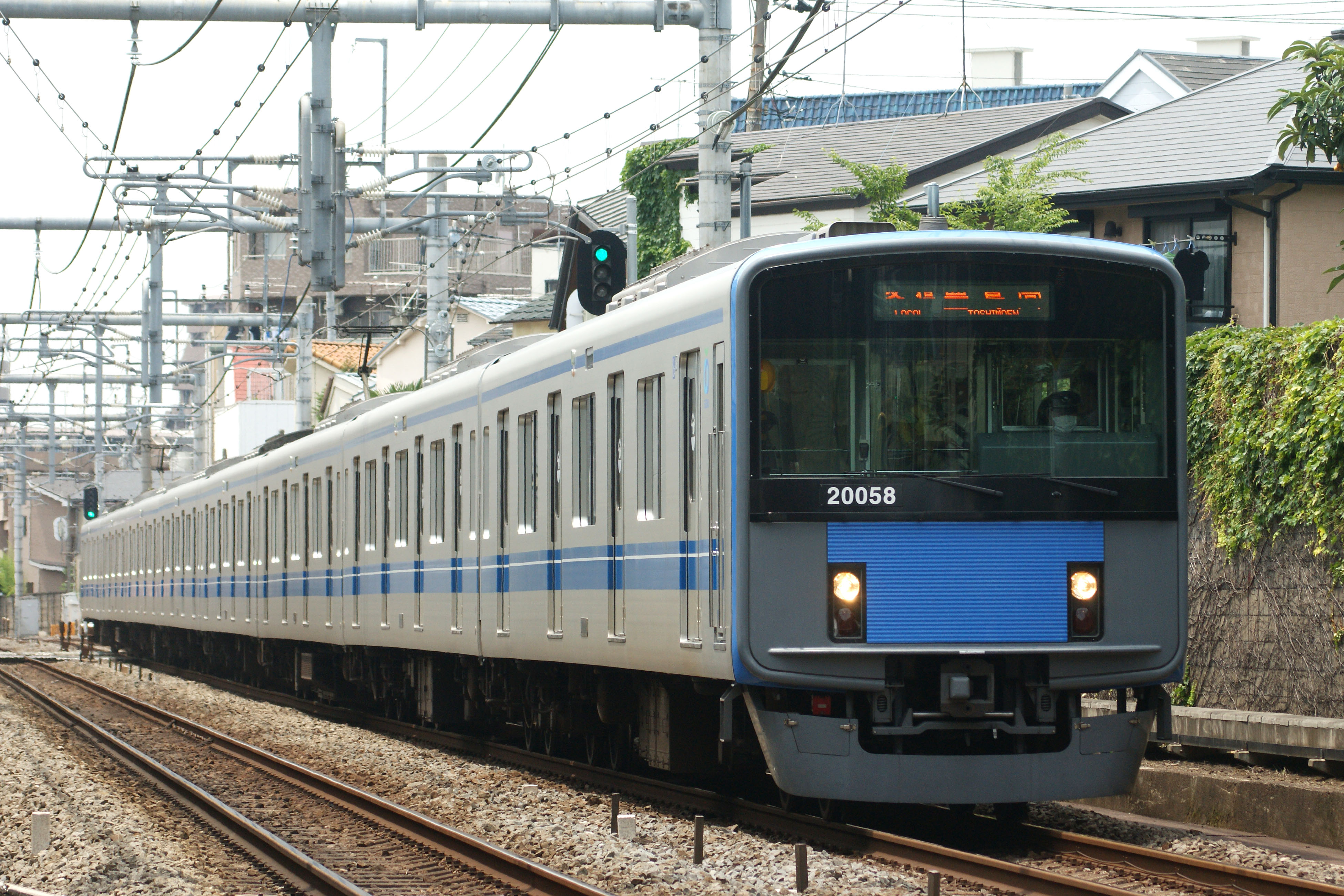
Seibu série 20000
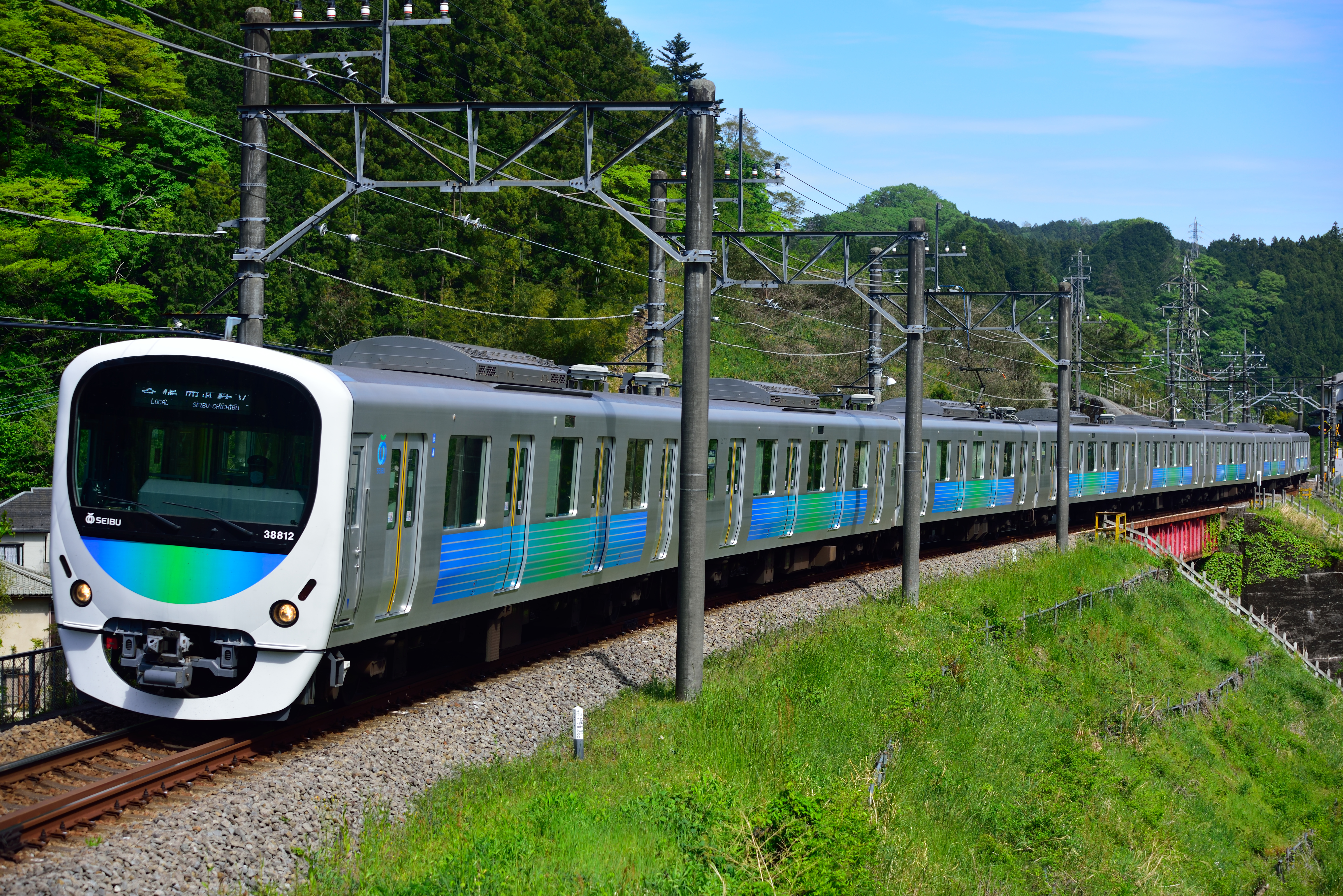
Seibu série 30000 "Smile Train"
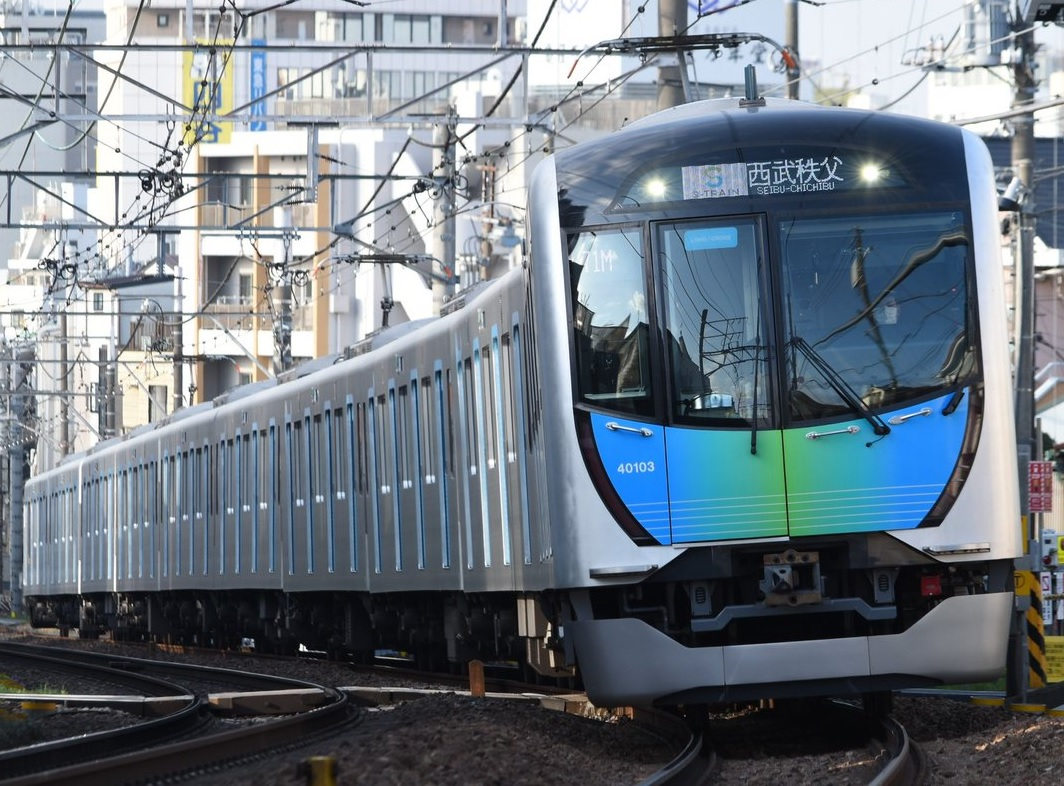
Seibu série 40000